# Reset (datasystem)
Reset innebär återställning av datorsystem för att rensa innestående fel och tillstånd och få systemet till ett normalt eller initiallt tillstånd.